# انرژی تجدیدپذیر در هند

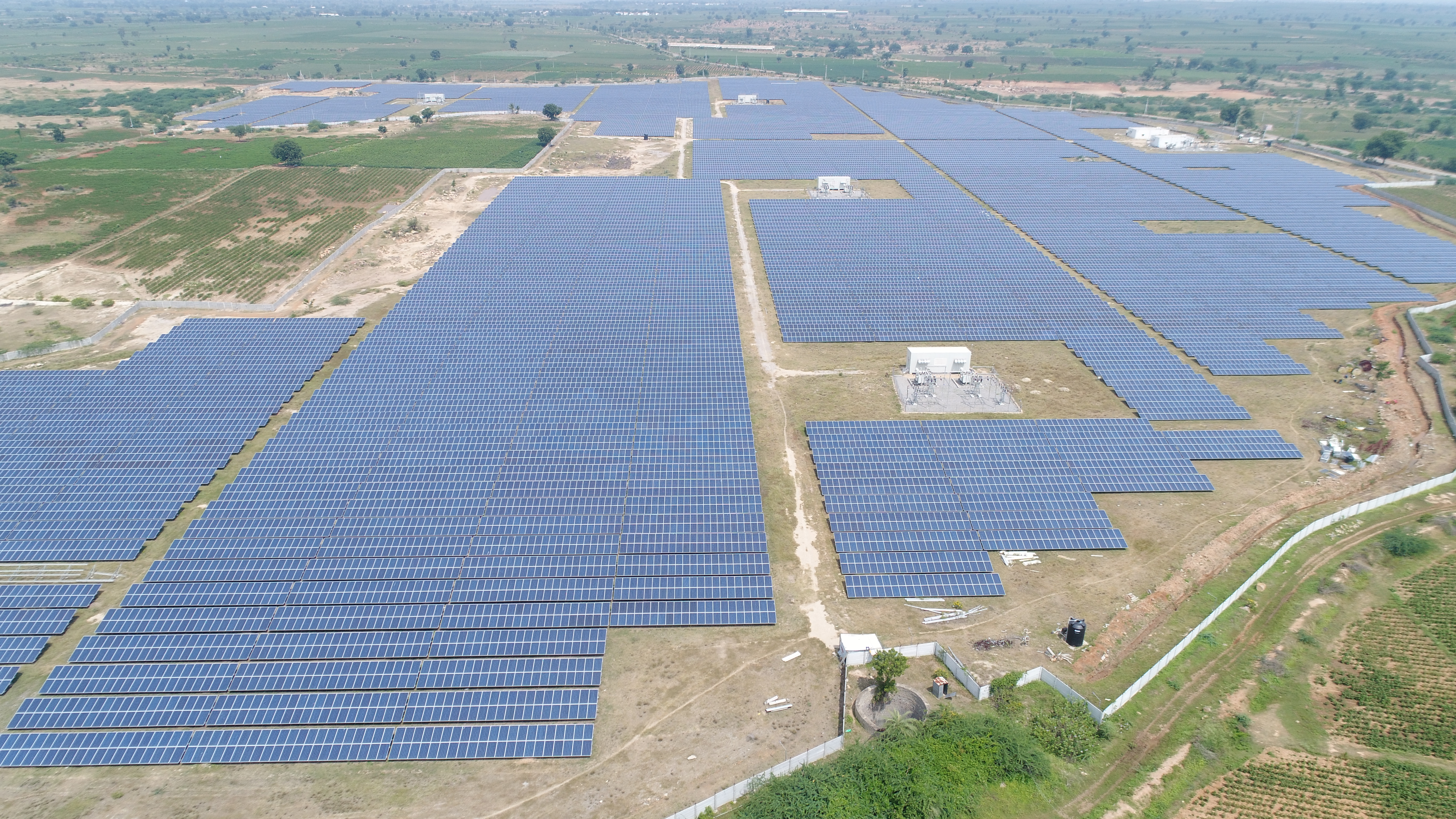
نیروگاه خورشیدی تلانگانا ۲ در ایالت تلانگانا، هند.

تولید برق تجدید پذیر هند از طریق منبع

هند سومین مصرف‌کننده بزرگ برق در جهان و سومین تولیدکننده بزرگ انرژی تجدیدپذیر است، به‌طوری که تا اکتبر ۲۰۲۴، ۴۶٫۳٪ از ظرفیت نصب‌شده انرژی این کشور (۲۰۳٫۱۸ گیگاوات از مجموع ۴۵۲٫۶۹ گیگاوات) از منابع تجدیدپذیر تأمین می‌شود. در شاخص جذابیت کشورهای فعال در حوزه انرژی تجدیدپذیر (RECAI) که در سال ۲۰۲۱ توسط مؤسسه ارنست اند یانگ (EY) منتشر شد، هند پس از ایالات متحده و چین در رتبه سوم قرار گرفت. در سال مالی ۲۰۲۳–۲۴، هند برنامه دارد مناقصه‌هایی به میزان ۵۰ گیگاوات برای پروژه‌های بادی، خورشیدی و ترکیبی منتشر کند. همچنین این کشور متعهد شده که تا سال ۲۰۳۰ به ظرفیت ۵۰۰ گیگاوات انرژی تجدیدپذیر دست یابد.
در سال ۲۰۱۶، در چارچوب اهداف مشارکت‌های تعیین‌شده ملی توافق پاریس، هند متعهد شد که تا سال ۲۰۳۰، ۵۰٪ از کل برق تولیدی خود را از منابع غیر فسیلی تأمین کند. همچنین در سال ۲۰۱۸، اداره مرکزی برق هند هدف مشابهی را برای تولید ۵۰٪ از کل برق کشور از سوخت فسیلی تا سال ۲۰۳۰ تعیین کرد. افزون بر این، هند هدف‌گذاری کرده است که تا سال ۲۰۲۲، ۱۷۵ گیگاوات و تا سال ۲۰۳۰، ۵۰۰ گیگاوات برق از انرژی‌های تجدیدپذیر تولید کند.
تا اکتبر ۲۰۲۴، ظرفیت عملیاتی انرژی خورشیدی در هند به ۹۲٫۱۲ گیگاوات رسیده است، پروژه‌هایی با ظرفیت ۴۸٫۲۱ گیگاوات در مراحل مختلف اجرا قرار دارند و پروژه‌هایی با ظرفیت ۲۵٫۶۴ گیگاوات نیز در مراحل مختلف مناقصه هستند. در سال ۲۰۲۰، سه مورد از پنج پارک خورشیدی بزرگ جهان در هند قرار داشتند، از جمله بزرگ‌ترین پارک خورشیدی جهان با ظرفیت ۲۲۵۵ مگاوات یعنی پارک خورشیدی بهادلا در ایالت راجستان، دومین پارک خورشیدی بزرگ جهان با ظرفیت ۲۰۰۰ مگاوات در پاوگادا در بخش تومکور ایالت کرناتکه، و پارک خورشیدی کورنول (Kurnool) با ظرفیت ۱۰۰۰ مگاوات در ایالت آندرا پرادش.
در زمینه انرژی بادی نیز، هند دارای زیرساخت تولیدی قدرتمندی است که شامل ۲۰ تولیدکننده با ۵۳ مدل مختلف از توربین‌های بادی با کیفیت بین‌المللی تا اندازه ۳ مگاوات می‌باشد، و این توربین‌ها به اروپا، ایالات متحده و سایر کشورها صادر می‌شوند.
انرژی خورشیدی، بادی و برق آبی رودخانه‌ای منابع انرژی ارزان‌تر و سازگار با محیط زیست هستند که به عنوان منابع «ضروری» در هند برای تأمین بار پایه استفاده می‌شوند و انرژی زغال‌سنگی آلاینده و وابسته به واردات خارجی به‌طور فزاینده‌ای از تولید برق «ضروری» به تولید برق پس از تقاضا (برق تولید شده متناوب مبتنی بر نیاز با قیمت متوسط و با کیفیت متوسط) منتقل می‌شود تا فقط تقاضای اوج مصرف را برآورده کند. بخشی از تقاضای اوج مصرف روزانه در هند، همین حالا هم با ظرفیت برق آبی تجدیدپذیر در اوج مصرف، تأمین می‌شود. انرژی خورشیدی و بادی با سیستم‌های ذخیره‌سازی باتری ۴ ساعته، به عنوان منبع تولید پراکنده در مقایسه با نیروگاه‌های جدید زغال‌سنگ و گاز، در حال حاضر در هند بدون یارانه از نظر هزینه رقابتی است.
هند ابتکار «ائتلاف بین‌المللی خورشیدی» را آغاز کرد، که شامل ۱۲۱ کشور عضو است. هند نخستین کشور جهان بود که در اوایل دهه ۱۹۸۰ وزارتخانه‌ای ویژه منابع انرژی غیرمتعارف با عنوان وزارت انرژی‌های نو و انرژی تجدیدپذیر تأسیس کرد. شرکت دولتی «شرکت انرژی خورشیدی هند» مسئول توسعه صنعت انرژی خورشیدی در این کشور است. برق‌آبی (هیدروالکتریک) به‌صورت جداگانه توسط وزارت نیرو اداره می‌شود و در اهداف تعیین‌شده وزارت انرژی‌های نو و تجدیدپذیر (MNRE) لحاظ نشده است.